# Mimopodabrus reductus
Mimopodabrus reductus és una espècie de la família Cantharidae dins de l'ordre dels coleòpters. Es pot trobar a Sichuan (Xina).